# Mårten Medbo

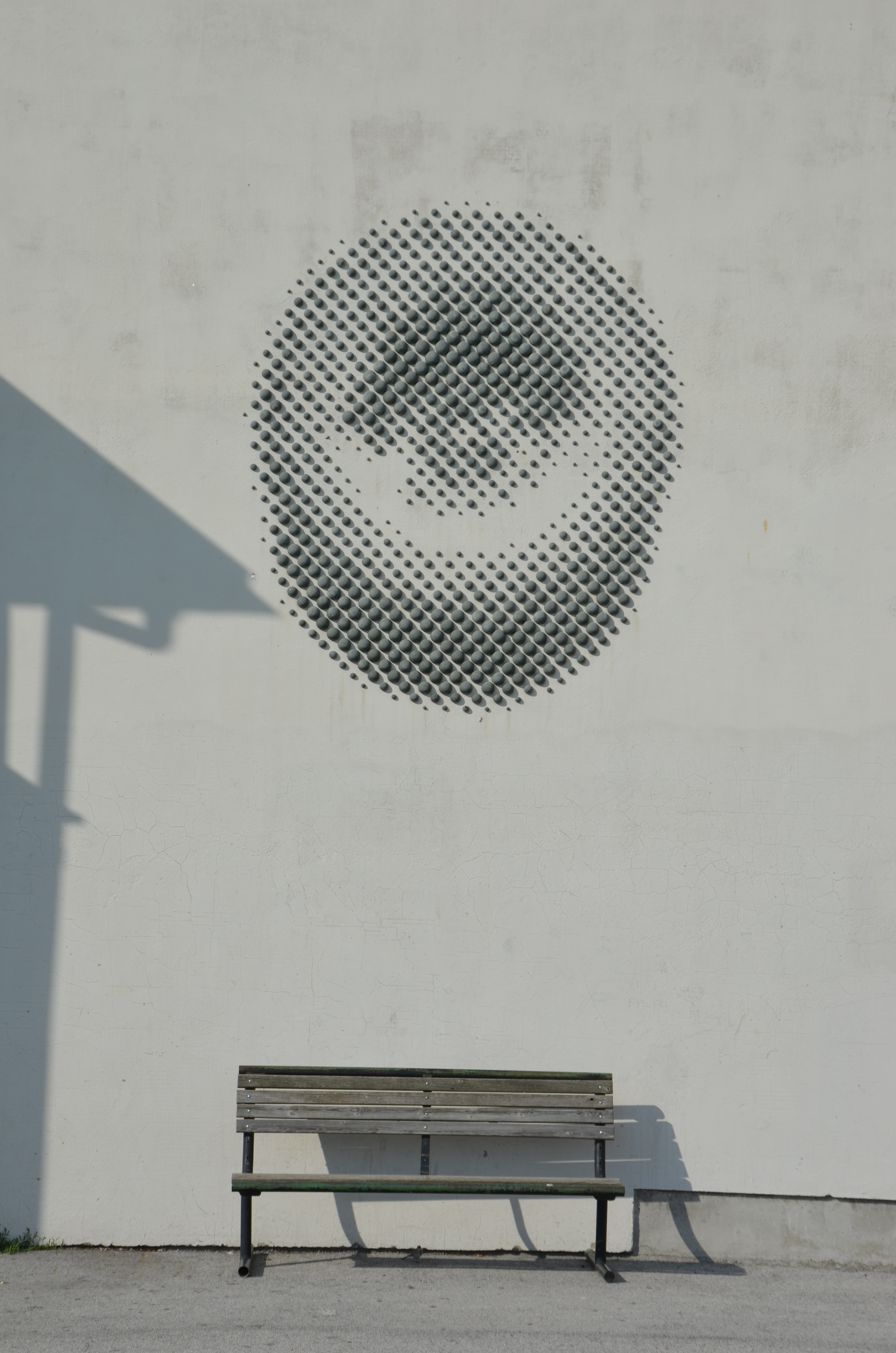
Betongraster på Säveskolan i Visby

Mårten Medbo, född 20 mars 1964 i Järfälla, är en svensk keramiker och glaskonstnär och Doktor i konsthantverk.
Mårten Medbo utbildade sig på Grundskolan för konstnärlig utbildning 1985-1986, glas- och keramiklinjen på Konstfack i Stockholm 1986-92 och i inredning på Konstfack 1992-1993. Han disputerade på Högskolan för design och konsthantverk vid Göteborgs universitet 2016.
Han är gift med skulptören Hanna Stahle.

## Offentliga verk i urval
- Land i sikte, granit, 2011, två skulpturer i närheten av Rättspsykiatriska kliniken på Karolinska universitetssjukhuset (tillsammans med Hanna Stahle)
- Upptåg, 2010, Norrlands universitetssjukhus i Umeå (tillsammans med Hanna Stahle)
- Silverraster, rostfritt stål, 2007, på mur på Anstalten Salberga i Sala (tillsammans med Hanna Stahle)
- Så ett frö, betong och emaljerat och målat rostfritt stål, 2007, Solklintskolan i Slite (tillsammans med Hanna Stahle)
- Snigelns väg, 2005, Mittuniversitetet i Sundsvall
- Betongraster, 2001, väggrelief på Säveskolan i Visby